# Unités du génie de la Légion étrangère
Dès sa formation en 1831, la Légion étrangère se veut bâtisseuse puisque ses bataillons construisent en Afrique du nord routes, casernes et canaux d’irrigation . Plus tard, apparaitront au sein des régiments de Légion des compagnies spécialisées, les CSP, ou compagnies de sapeurs pionniers. C'est avec la guerre d'Indochine que les premières unités autonomes voient le jour. Spécialisées dans l'entretien, la construction ou le transport de matériaux elles forment d'abord des compagnies puis s'étoffent jusqu'à devenir des bataillons. Elles disparaissent avec ce conflit et ne réapparaissent qu'à la fin de la guerre d'Algérie qui voit naître le premier régiment de génie Légion. 

## Les unités d'Indochine
Au début du conflit d'Indochine, le CEFEO comprend deux bataillons de génie divisionnaire, un bataillon de corps d'armée et une compagnie d'entretien. Pour cette armée qui sort juste du second conflit mondial, le théâtre d'opération est bien différent de celui qu'il connaissait jusque-là : les opérations se déroulent à 13 000 km de la métropole et les conditions géo-climatiques sont très éloignées de celles rencontrées en Europe ou en Afrique du Nord. Pour compliquer la donne, les deux zones de conflit principales sont éloignées de 1 000 km et sont occupées au sud du 16e parallèle par les Britanniques et au nord par les Chinois, très hostiles au retour des Français. De plus, tout était à reconstruire, les destructions opérées par le Vietminh interdisaient toute communication entre le nord et le sud.
Pour les unités du Génie on distingue deux périodes distinctes durant ce conflit : la période 1945-1950 qui correspond aux opérations de reconquête avec la réouverture des voies de communication et la période 1950-1954 consacrée à la construction des ouvrages fortifiés de la ligne de Lattre et la mise en place de trois bases aéroterrestres.

### Les compagnies de camions-bennes
Il faut attendre la fin de la Seconde Guerre mondiale et le début de la guerre d’Indochine pour voir des unités de la Légion se spécialiser en fonction des besoins. Ainsi vont naître successivement des compagnies et des bataillons portant des appellations diverses telles que compagnie de camions-bennes, compagnie d’entretien, compagnie de bateaux blindés ou d’engins fluviaux puis finalement bataillon du génie Légion.
La première unité créée est la 40e compagnie de camions-bennes (40e CCB). Elle voit le jour à Nîmes le 3 septembre 1945 et débarque en Indochine en février 1946. Forte d'un peu moins de 200 hommes, elle s'implante à Gia Dinh en Cochinchine mais ses détachements interviennent sur tout le territoire indochinois. Le 16 août 1948, elle absorbe la section de bateaux pliants de la 1re compagnie d'état-major et des services du génie de Légion implantée à Tourane. Les missions de cette section, dotées de nombreux équipements, sont le passage des cours d'eau, la confection de bacs et les patrouilles en rivière. La 40e CCB, dissoute le 30 juin 1955, perd sa spécificité Légion le 1er janvier 1954 en incorporant des effectifs autochtones en remplacement des légionnaires. 
La 38e CCB, constituée par un grand nombre de légionnaires de la 40e CCB, est issue de la 1re compagnie d'équipage de pont qui vient d'être dissoute. Basée à Hanoï, elle est créée le 1er juillet 1947 et dissoute le 1er mars 1955. Ces deux compagnies, administrativement indépendantes, avaient pour mission le ravitaillement des chantiers mais également le transport de troupes et de matériels dans le cadre des missions opérationnelles.

### Les compagnies et bataillon du génie
Le 16 août 1949 sont créées trois compagnies de génie Légion à partir d'unités coloniales qui changent de dénomination. Il s'agit de la 21e compagnie du 61e bataillon du génie basée à Hanoï, de la 21/71e implantée en Cochinchine et de la 21/72e de centre Annam. Enfin, une 21/73e compagnie devient unité de Légion à Kien An le 10 janvier 1951. Traditionnellement, les compagnies portant le numéro 21 sont des compagnies de commandement.
Ces quatre unités disparaîtront à la fin du conflit aux mois d'août et septembre 1955.
Deux unités d'entretien du génie, les 16e et 15e CEG, voient le jour respectivement les 8 février 1946 à Saïgon (date d'arrivée de l'unité en Indochine) et le 15 décembre 1947 à Haïphong. La 16e CEG est employée initialement dans le port de Saïgon (conduite de camions et de chalands) puis dans des chantiers en Cochinchine, Annam et Cambodge. Le 1er octobre 1952 l'unité devient le 26e bataillon du génie qui conserve la même implantation. La 15e CEG quant à elle est créée à partir d'éléments de la 16e CEG et de la 42e compagnie d'entrepôt du Génie. Sa mission est la remise en état des moyens de franchissement ainsi que la participation aux missions opérationnelles. Elle est dissoute et donne naissance au 22e bataillon de génie Légion le 1er novembre 1952.

### Les insignes d'Indochine

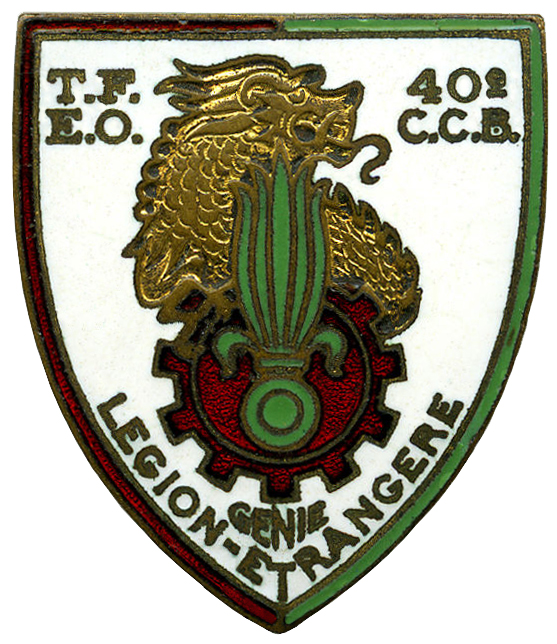
40e CCB
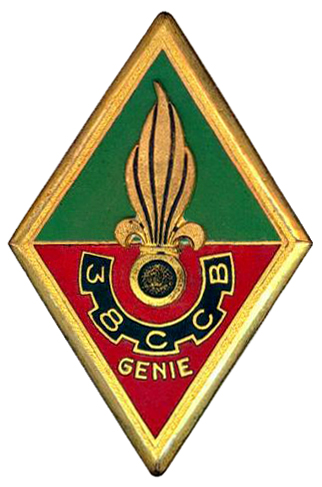
38e CCB
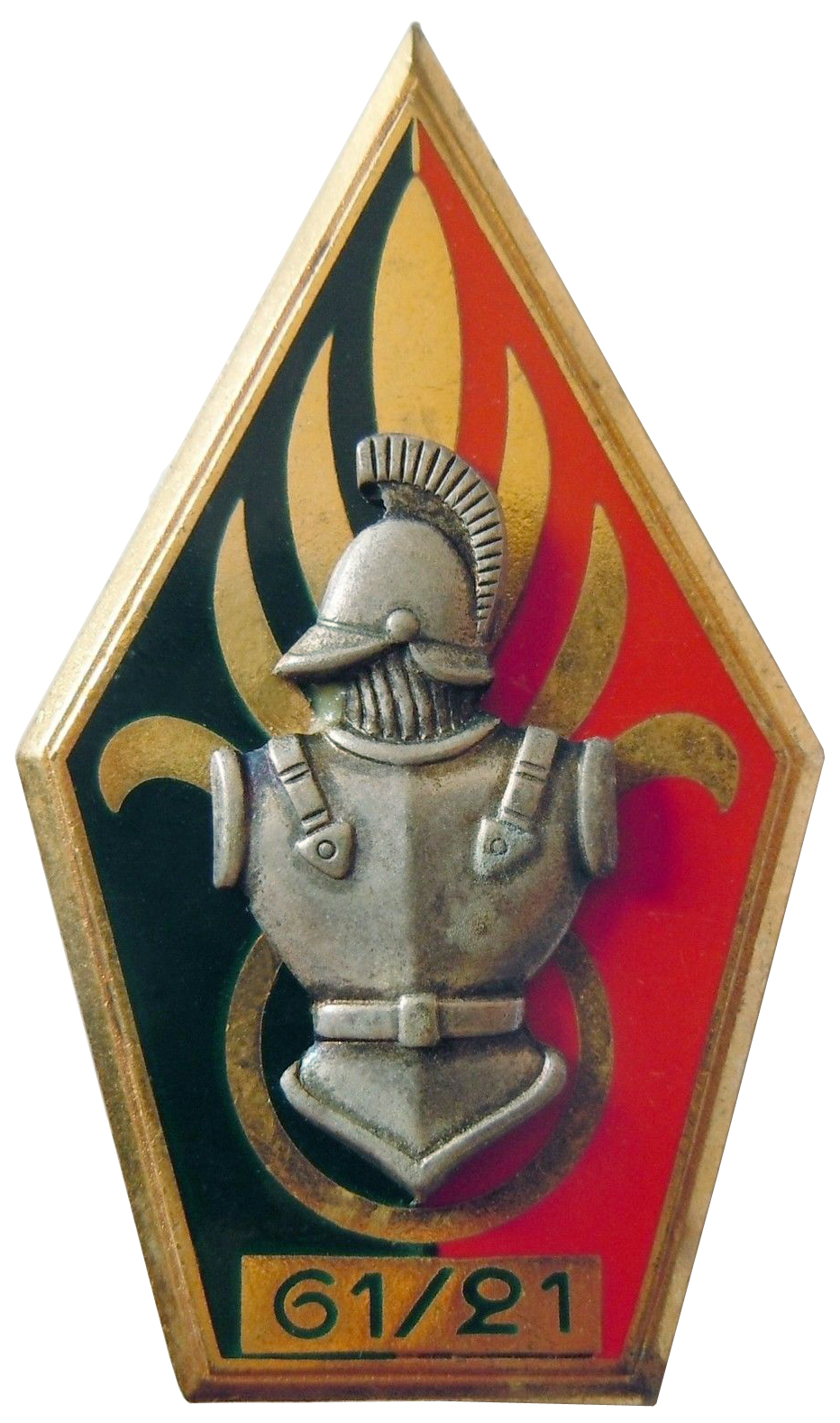
Compagnie 61/21
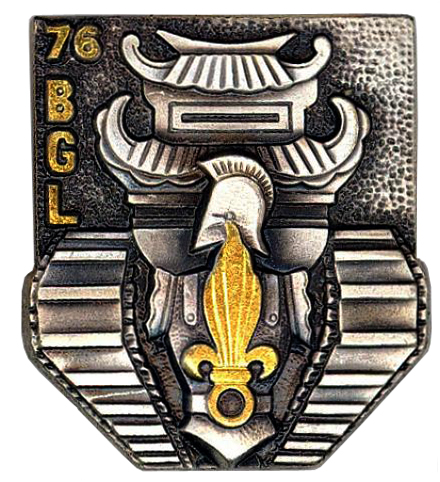
76e BGL

## Les régiments de Génie Légion
À la fin de la guerre d'Indochine les unités autonomes de génie Légion disparaissent et il faut attendre 1963 et la fin de la guerre d’Algérie pour que les composantes du 5e REI se spécialisent et que le régiment devienne le premier régiment de génie Légion. Il prend le nom de 5e régiment mixte du Pacifique (5e RMP) le 1er octobre 1963 et s’implante à Papeete à Tahiti au sein du centre d'expérimentation du Pacifique. Les compagnies spécialisées du 5e RMP servent aussi bien sur les différents sites d'expérimentation nucléaire que sur l'ensemble des atolls de la Polynésie française, elles sont employées à la création de postes et de villes, à des chantiers divers, au soutien des véhicules et des centrales électriques ou de production d'eau.
Le régiment perd sa spécialisation Génie le 1er juillet 1984 pour devenir le 5e REI et disparait définitivement le 30 juin 2000.
Entretemps, l’année 1984 voit la naissance du second régiment de Légion spécialisé dans le génie. Ainsi, le 6e REG voit le jour le 1er juillet 1984  et prend le nom de 1er REG le 9 juillet 1999 lors de la création du 2e régiment étranger de génie (2e REG).
Pour être complet, citons également le 61e bataillon mixte du génie Légion (61e BMGL) dont la création remonte au 1er janvier 1971 afin d'établir à Canjuers le plus grand camp d'entrainement militaire de l'époque en Europe occidentale. Sa tâche terminée l'unité s’attèle à la construction du camp du Larzac pour disparaître finalement le 2 novembre 1982. Le 61e BMGL était l'héritier du 61e BG qui combat en 1940 et du 61e BCG qui débarque en Indochine au sein de la 3e DIC en décembre 1946.

### Les insignes des unités

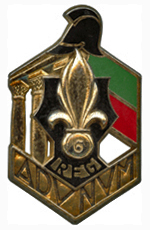
6e REG
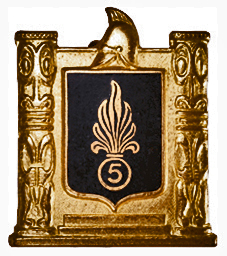
5e RMP

## Sources et bibliographie
- Collectif, La Légion étrangère a 150 ans, presses de Képi blanc pour le SIHLE, 1991 -
- Tibor Szecsko, Le grand livre des insignes de la Légion étrangère, IILE / SIHLE, 1991 -  (ISBN 2-9505938-0-1).
- Raymond Guyader, La Légion étrangère en Indochine 1946 - 1956, éditions Heimdal, 2011 -  (ISBN 978-2-84048-307-6)
- Alain Bourdennec, Insignes de l'armée française en Indochine, tome 2, chapitre Génie, éditions Sogico, 1984 -  (ISBN 2-903916-04-7)
- Colonel Roche, Le Génie, ses origines - son évolution - ses titres de gloire, École d'application du Génie, 1983.